# Мир Супер Марио
Мир Супер Марио (англ. Super Mario World) ― это мультсериал, основанный на одноименной видеоигре Nintendo. Это третий мультсериал, основанный на серии видеоигр Mario. Тринадцать эпизодов шоу были показаны в рамках блока с Captain N: The Game Master под названием Captain N & The New Super Mario World на NBC.
В мультсериале участвовали те же актеры озвучивания, что и в Приключениях Super Mario Bros. 3. Однако, в отличие от двух его предшественников, в соответствии с игрой, на которой он основан, Тоад полностью отсутствует в этом сериале (он отсутствовал и в игре Super Mario World), на его месте появляется эксклюзивный персонаж, которого нет в играх, под названием Oogtar, неуклюжий пещерный мальчик (в котором оба персонажа были озвучены Джоном Стокером), а Йоши появляется как один из главных героев шоу. Дизайн персонажей из двух последних мультфильмов сохранен, но с небольшими деталями. Эпизоды в основном были сосредоточены на Mario Bros., имеющих дело со схемами Короля Купа, и использовали новые элементы, представленные видеоигрой в сюжете, хотя с участием «реального мира», сведенного к простым отсылкам к сериалу. Из-за ограничений авторских прав для этого шоу не требовалась лицензионная музыка, поэтому шоу было полностью нетронутым для синдикации и выпуска домашних СМИ. Некоторые эпизоды сериала были созданы в соответствии с недавно введенными в действие директивами Закона о детском телевидении.
В 1992 году эти эпизоды были включены в синдикационный пакет «Капитан N и мастера видеоигр» Rysher Entertainment. Сейчас весь мультсериал доступен на Paramount+.

## Производство
В 1990 году, после завершения мультсериала «Приключения супербратьев Марио 3» студия DiC Entertainment заказала у Nintendo of America мультсериал про Марио, который будет состоять из 13 серий. Мультсериал был основан на одноимённой игре, выпущенной на Super Nintendo Entertainment System в 1990 году.
Раскадровка и создание сценария делалась на студии DiC Entertainment (Бербанк, штат Калифорния), а анимация — за границей, в студии Pacific Rim Productions в Италии. Над раскадровкой работал Винсент Дэвис. Главными сценаристами в мультсериале были Марта Лоран и Фал Харнадж, также над сценариями работал Брукс Уочтел.

## Озвучивание
- Уолкер Буун ― Марио[5]
- Тони Розато ― Луиджи[6]
- Эндрю Сабистон ― Йоши
- Трейси Мур ― принцесса Пич (Тоадстул)
- Харви Эткин ― Боузер (Король Купа) [7]
- Стюарт Стоун ― Лемми (Хип Купа)
- Паулина Гиллис ― Венди (Крыстока Купа)
- Гордон Мастен ― Мортон (Большой рот Купа)
- Джеймс Рэнкин ― Ларри (Читси Купа)
- Тара Чарендофф― Хоп Купа
- Майкл Старк ― Людвиг (Куки фон Купа)
- Дэн Хеннесси ― Рой (Булли Купа)
- Екатерина Галант ― роли Мама Огненный Цветок
- Джон Стокер ― суслики, волшебник Купа, волшебник, Огтар
- Джуди Маршак ― второстепенные персонажи

## Эпизоды
| № | Название                                                           | Автор сценария                      | Дата премьеры    | Произв. код |
| --- | ------------------------------------------------------------------ | ----------------------------------- | ---------------- | ----------- |
| 1 | «Fire Sale» «Распродажа огня»                                      | Брукс Уочтел                        | 14 сентября 1991 | 402         |
| Кути Пай крадет Маму Огненный Цветок, источник огня пещерных людей, и Марио, Луиджи, Принцесса Тоадстул и Йоши должны отправиться в Ледяную Страну, где Йоши должен преодолеть свой страх перед водой, чтобы спасти своих друзей и спасти Маму Огненное растение от замораживания навсегда. |                                                                    |                                     |                  |             |
| 2 | «The Wheel Thing» «Колесо»                                         | Элеонора Буриан-Мор и Джек Ханрахан | 21 сентября 1991 | 401         |
| Марио «изобретает» колесо, а пещерные люди обнаруживают пробки и изгибы крыльев. Разочарованные, они изгоняют Марио и Луиджи в Страну Лавы. Затем Куки фон Купа строит гигантскую «Большую ногу», нарисованную злыми динозаврами, которую король Купа использует, чтобы терроризировать безнадежно запертых пещерных людей, пока Марио и Луиджи не сбегают и не приходят на помощь.                    |                                                                    |                                     |                  |             |
| 3 | «Send in the Clown» «Отправка клоуна»                              | Марта Моран                         | 28 сентября 1991 | 403         |
| Чтобы накормить своих голодных злых динозавров, король Купа заманивает пещерных людей в доисторический цирк в Неоновом замке со своей летающей головой клоуна, и Марио, Луиджи, принцесса Поганка и Йоши должны спасти их. Но только Марио сбегает из дьявольской ловушки короля Купы. Он должен сразиться с Летающей головой клоуна, чтобы спасти всех остальных от превращения в закуски динозавров. |                                                                    |                                     |                  |             |
| 4 | «Ghosts 'R' Us» «Призраки среди нас»                               | Перри Мартин                        | 5 октября 1991   | 404         |
| Волшебник Купа захватывает Марио, Луиджи и принцессу Тоадстул, когда они ищут Огтара, дерзкого пещерного ребенка, который заблудился в Зачарованном лесу. Волшебник заключает наших героев в темницу дома-призрака, и Йоши должен выдержать настоящие и воображаемые ужасы, чтобы спасти их. |                                                                    |                                     |                  |             |
| 5 | «The Night Before Cave Christmas» «Ночь перед пещерным Рождеством» | Марта Лоран и Фал Харнадж           | 12 октября 1991  | 411         |
| Марио решает принести Рождество пещерным людям. Луиджи и принцесса Тоадстул делают игрушки и упаковывают подарки, Марио наряжается Санта-Клаусом, а Йоши тащит «пещерные сани». Но когда король Купа, похожий на Гринча, крадет сумку с Огтаром внутри, Марио должен спасти Пещерное Рождество. |                                                                    |                                     |                  |             |
| 6 | «King Scoopa Koopa» «Король Скупа Купа»                            | Фил Харнадж                         | 19 октября 1991  | 405         |
| Король Купа открывает киоск быстрого питания, где подают сэндвичи Яичные Скупа Купа, которые вызывают сильную зависимость, и превращает его клиентов в Чикадактилов. К счастью, Марио ненавидит яйца, поэтому не ест их. Ему и принцессе Тоадстул предстоит спасти Луиджи, Йоши и пещерных людей от того, чтобы они стали основным блюдом в новейшем кулинарном аттракционе Купы: жареном чикадактиле. |                                                                    |                                     |                  |             |
| 7 | «Born to Ride» «Рождённый ездить»                                  | Пол Делл и Стивен Вайсс             | 26 октября 1991  | 406         |
| После того, как Марио и Луиджи отругали Йоши, тот убегает и присоединяется к банде злобных динозавров, ездящих на мотоциклах, которые используют его, чтобы похитить братьев Супер Марио для короля Купы. Когда Йоши узнает, что его разыгрывают как лоха, он обращается за помощью к принцессе Тоадстул, и они едут на помощь, кульминацией чего является дикий мотокросс через страну лавы.          |                                                                    |                                     |                  |             |
| 8 | «Party Line» «Пещерный телефон»                                    | Фрэнк Риджуэй и Фил Харнадж         | 2 ноября 1991    | 407         |
| Марио изобретает телефон, чтобы у пещерных людей была линия 911 для экстренных случаев. Но пещерные люди все время разговаривают по телефону, и Дом-Сити начинает разваливаться из-за пренебрежения. Они не обращают внимания на все, даже на неистового злого динозавра. Марио должен навсегда вывести Ма Белл из строя и победить динозавра.                                                         |                                                                    |                                     |                  |             |
| 9 | «Gopher Bash» «Родилки сусликов»                                   | Брукс Уочтел                        | 9 ноября 1991    | 408         |
| Луиджи преподает земледелие пещерным людям, но с неоднозначными результатами. Но когда посевы вырастают, суслики короля Купы крадут все посевы и ставят на их место огненные растения и растения пирана. Наши герои должны отправиться в страну лавы, чтобы победить сусликов и вернуть урожай. |                                                                    |                                     |                  |             |
| 10 | «Rock TV» «Рок ТВ»                                                 | Джордж Ши                           | 16 ноября 1991   | 409         |
| Король Купа изобретает телевидение, и пещерные люди без ума от него. Он продает им телевизоры, чтобы смотреть дома, но на каждом телевизоре есть Волшебник Купа, который накладывает на них злые чары. Управляя пещерными людьми, Купа показывает Марио по телевизору в роли осенних парней в игре Динозаврий Рестлинг.                                                                                |                                                                    |                                     |                  |             |
| 11 | «The Yoshi Shuffle» «Пещерный футбол»                              | Кристофор Браун                     | 23 ноября 1991   | 410         |
| Когда Луиджи превращается в яйцо, а Йоши принимает его за футбольный мяч, Йоши ведет Марио в безумную погоню по миру динозавров. Когда к нам присоединяются Купа, это становится самой масштабной и безумной футбольной игрой в жизни Марио. Но, в конце концов, Йоши подхватывает идею совместной работы, и вместе он и Марио спасают Луиджи от схватки.                                              |                                                                    |                                     |                  |             |
| 12 | «A Little Learning» «Немного обучения»                             | Марта Моран                         | 30 ноября 1991   | 412         |
| Принцесса Тоадстул начинает школу с Йоши и Огтаром, а также хип-хопом (вопреки возражениям короля Купы) в качестве ее первых учеников. Дети становятся заклятыми врагами, и их желание отомстить достигает кульминации в катастрофической научной ярмарке, которая угрожает взорвать весь мир динозавров.                                                                                              |                                                                    |                                     |                  |             |
| 13 | «Mama Luigi» «Мама Луиджи»                                         | Фил Харнадж                         | 7 декабря 1991   | 413         |
| Луиджи рассказывает Йоши в воспоминаниях, как Луиджи спас Йоши как яйцо, как Малыш Йоши думал, что Луиджи был его матерью, и как Малыш Йоши помог Луиджи и Марио спасти принцессу Тоадстул от короля Купы. |                                                                    |                                     |                  |             |

## Издания
В 1994 году Buena Vista Home Video выпустила видеокассету под своим лейблом DIC Toon-Time Video под названием Super Mario Bros. Super Christmas Adventures !, которая содержала эпизод «Ночь перед пещерным Рождеством».
13 ноября 2007 года Shout! Factory и Vivendi Entertainment выпустили комплект DVD с полной серией фильмов о Капитане N и Новом мире Super Mario в регионе 1, включающий все 13 оригинальных, неразрезанных эпизодов трансляции. Сериал также был выпущен в Австралии (регион 4) компанией MRA Entertainment.
NCircle Entertainment (по лицензии WildBrain) также выпустила сериал в двух томах. Позже они выпустили полную серию в одном наборе (без эпизодов Капитана N).
| Название                                                      | №  | Дистрибьютор                                 | Дата выхода      | Дополнительная информация                                                                                                  |
| ------------------------------------------------------------- | -- | -------------------------------------------- | ---------------- | --- |
| Super Mario Bros. Super Christmas Adventures!                 | 2  | Buena Vista Home Video (DIC Toon-Time Video) | 1994             | |
| Captain N and the New Super Mario World - The Complete Series | 13 | Shout! Factory                               | 13 ноября 2007   | - Выберите превью эпизода - Раскадровка на экран: начальная последовательность заголовков - Оригинальный концепт-арт: Йоши |
| Super Mario World - Yoshi the Superstar                       | 6  | NCircle Entertainment                        | 29 сентября 2009 | |
| Super Mario World - Koopa's Stone Age Quests                  | 6  | NCircle Entertainment                        | 29 сентября 2009 | |
| Super Mario World: The Complete Series: Collector's Edition   | 13 | NCircle Entertainment                        | 8 октября 2013   | - Раскадровка на экран: начальная последовательность заголовков - Оригинальный концепт-арт: Йоши                           |

## Наследие
Совместное воссоздание эпизода «Мама Луиджи», организованное и снятое профессиональным художником по анимации и раскадровке Эндрю Дикманом, было выпущено на YouTube в августе 2017 года. В проекте приняли участие 227 аниматоров и художников. заключалась в том, чтобы «реанимировать» эпизод, давая каждому аниматору сцену из эпизода, которая затем анимировалась в любом направлении, выбранном аниматором, при условии, что она следовала основной формуле исходной сцены. О проекте было объявлено 10 июля 2016 года, и он был посвящен Тони Розато и Харви Аткину, которые скончались, когда видео было в производстве.